# Istoria militară a Greciei în timpul celui de-al Doilea Război Mondial
Grecia a intrat în al doilea război mondial pe 28 octombrie 1940, când armata italiană a atacat pornind din bazele din Albania. Armata elenă a obținut prima victorie a Aliaților prin învingerea italienilor și alungarea lor de pe teritoriul național. Adolf Hitler s-a văzut silit să intervină în Grecia în aprilie 1941, întârziind astfel declanșarea Operațiunii Barbarossa împotriva Uniunii Sovietice cu aproximativ șase săptămâni. Unii istorici consideră invazia germană din Grecia primul punct de cotitură al războiului, de vreme ce amânarea atacării URSS s-a dovedit dezastruoasă pentru germani, care au fost obligați să lupte împotriva rușilor la la Moscova  în condițiile teribilei ierni rusești. Deși invazia germană din Grecia a fost rapidă, armata elenă a opus o rezistență îndârjită în Creta, unde trupele de elită ale parașutiștilor germani (Fallschirmjäger) au suferit pierderi grele – peste 7.000 de oameni. Aceste pierderi grele a eliminat opțiunea folosirii parașutiștilor germani în ample operațiuni aeropurtate în timpul atacului împotriva URSS, sau în luptele din Mediterana, ceea ce a făcut ca puncte de maximă importanță strategică pentru Aliați, precum Malta, Gibraltarul, Ciprul sau Canalul Suez să nu poată fi cucerite de puterile Axei. 
După ce Grecia a fost ocupată și împărțită între puterile Axei, elenii au dezvoltat o rețea amplă de rezistență la nivel național, care a blocat în Balcani forțe importante ale Axei. Tensiunile politice dintre facțiunile rezistenței au dus la izbucnirea unui război civil la sfârșitul anului 1943, care a continuat până în primăvara anului următor. Guvernul elen în exil și-a format propriile forțe armate, care au luptat alături de britanici în Orientul Mijlociu, Africa de nord și Italia. Una dintre cele mai importante contribuții ale Greciei la efortul de război aliat, a fost participarea la efortul de luptă a marinei militare și comerciale elene. 
Grecia continentală a fost eliberată în octombrie 1944, forțele germane fiind nevoite să se retragă pentru a evita încercuirea odată cu înaintarea în Balcani a Armatei Roșii. Germanii au continuat să controleze insulele din Marea Egee până la sfârșitul războiului. 
Grecia a fost devastată de război și ocupația străină, iar economia și infrastructura erau ruinate. În timpul ocupației, peste 300.000 de greci au murit, iar minoritatea evreiască a fost exterminată aproape în totalitate în Holocaust. La scurtă vreme după eliberare a izbucnit un război civil între partizanii de orientare comunistă și trupele guvernamentale sprijinite de anglo-americani, conflict care a continuat până în 1949. 

## Invadarea Greciei de către Italia Fascistă
Atacul italian declanșat de la bazele deținute în Albania (28 octombrie 1940), după ce a înregistrat un număr de victorii locale, a fost oprit de forțele elene în timpul luptelor de pe linia Elaia-Kalama, în munții Pind. Neparticiparea Bulgariei la atac, în ciuda speranțelor italienilor, a permis Înaltului Comandament Elen să transfere cele mai multe divizii mobilizate în Macedonia spre frontul italian. Aici, grecii au organizat pe 14 noiembrie o contraofensivă amplă. Trupele elene au traversat granița albaneză și au cucerit oraș după oraș, în ciuda condițiilor grele de iarnă în care a fost obligată să lupte, problemelor de aprovizionare și a superiorității aeriene italiene. Pe la mijlocul lunii ianuarie, grecii ocupaseră un sfert din Albania, dar frontul s-a stabilizat mai înainte ca armata elenă să-și atingă obiectivul, cucerirea portului Vlorë.
În această situație grea pentru italieni, germanii s-au simțit obligați să înceapă pregătirile pentru a intra în luptă ca să-și salveze aliatul. Italienii au făcut o ultimă încercare de salvare a prestigiului lor, contraatacând pe 9 martie 1941 în sectorul Klissura sub supravegherea personală a lui Mussolini. În ciuda bombardamentelor masive de artilerie și a angajării în luptă pe un front îngust a mai multor divizii, atacul italian a eșuat și a fost oprit după aproape două săptămâni de luptă. 

## Invazia germană

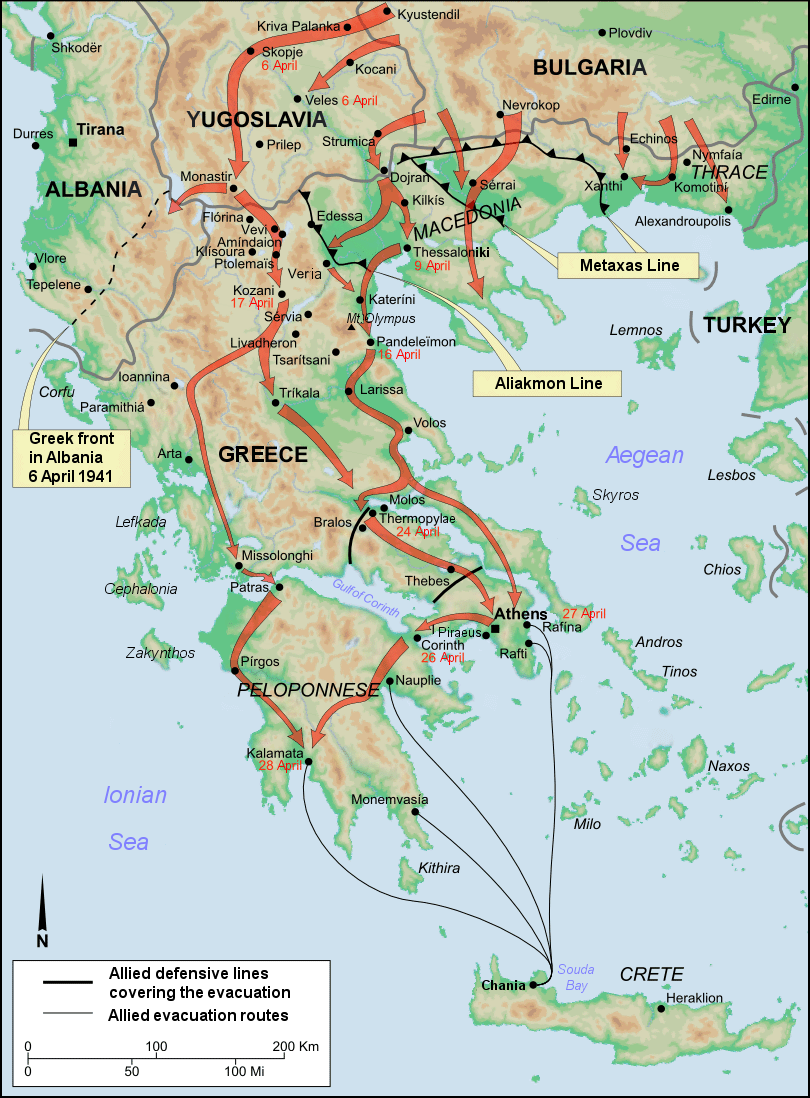
Invadarea Greciei de către Germania

Atacul german (Unternehmen Marita – Operațiunea Marița) a fost declanșat pe 6 aprilie 1941, fiind vizate atât Grecia cât și Regatul Iugoslaviei. "Bătălia Greciei" s-a încheiat după căderea orașului Kalamata din Peloponez (30 aprilie), evacuarea corpului expediționar al Commonwealthului Britanic și ocuparea completă a întregii Grecii continentale de către puterile Axei. 
Atacul inițial german a fost dat împotriva pozițiilor elene de pe „Linia Metaxas” (19 forturi în Macedonia răsăriteană între Muntele Beles și râul Nestos și 2 în Tracia de vest). Atacul a fost lansat din Bulgaria cu un puternic sprijin de artilerie și aviație. Rezistența forturilor a fost eroică, dar nefolositoare până în cele din urmă. Prăbușirea rapidă a Iugoslaviei a permis Diviziei a 2-a Panzer (care înaintase din valea Strumica din Bulgaria, a înaintat prin Iugoslavia și s-a întors apoi spre sud, de-a lungul văii râului Vardar) să depășească defensiva și să cucerească orașul-port de importanță strategică Thessaloniki pe 9 aprilie. Ca urmare, forțele elene din Macedonia răsăriteană au fost izolate și au primit din partea Înaltului comandament grec permisiunea să capituleze. Capitularea acestor forțe s-a încheiat a doua zi, 10 aprilie, în aceeași zi în care forțele germane au traversat granița iugoslavo-elenă lângă Florina (Macedonia apuseană0, după ce au învins rezistența iugoslavă din sudul țării. Germanii au străpuns liniile corpului expediționar britanic și ale grecilor din regiunea Kleidi pe 11/12 aprilie și au înaintat spre sud și sud-vest. .
În timp ce britanicii erau urmăriți în retragere spre sud-vest, înaintarea germanilor spre sud amenința spatele frontului elen, care lupta împotriva italienilor. Grecii au început retragerea spre sud, la început cu flancul nordic (12 aprilie), după care flancul sudic (17 aprilie). Germanii s-au îndreptat pe 15 aprilie spre Kastoria, amenințând să taie retragerea grecilor. Generalii eleni de pe front au început explorarea posibilităților de capitulare doar în fața germanilor, în ciuda ordinelor eșaloanelor superioare de comandă, care cereau continuarea luptelor pentru acoperirea retragerii  britanicilor. 
Până în cele din urmă, mai mulți generali în frunte cu generalul-locotenent Georgios Tsolakoglou nu s-au mai supus ordinelor Înaltului comandament și, pe 20 aprilie, au semnat un protocol de capitulare în față comandantului „Leibstandarte SS Adolf Hitler” lângă Metsovo. A urmat semnarea unui al doilea protocol la Ioannina ziua următoare (cu participarea reprezentantului italian), iar, pe 23 aprilie, s-a semnat documentul final la Thessaloniki. În aceeași zi, la Atena, generalul-locotenent A. Papagos și-a dat demisia din funcția de comandant suprem, în vreme ce regele George al II-lea și guvernul lui plecau pe calea apelor în Creta. Cam în același timp, forțele Commonwealthului dădeau ultimele lupte la Termopile, după care s-au retras spre porturile din Peloponez pentru a fi evacuate în Creta și Egipt. Germanii au ocupat Canalul Corint și podurile sale și au intrat în Atena pe 27 aprilie și au încheiat ocuparea Greciei continentale și a principalelor insule până la sfârșitul lunii.

## Bătălia din Creta

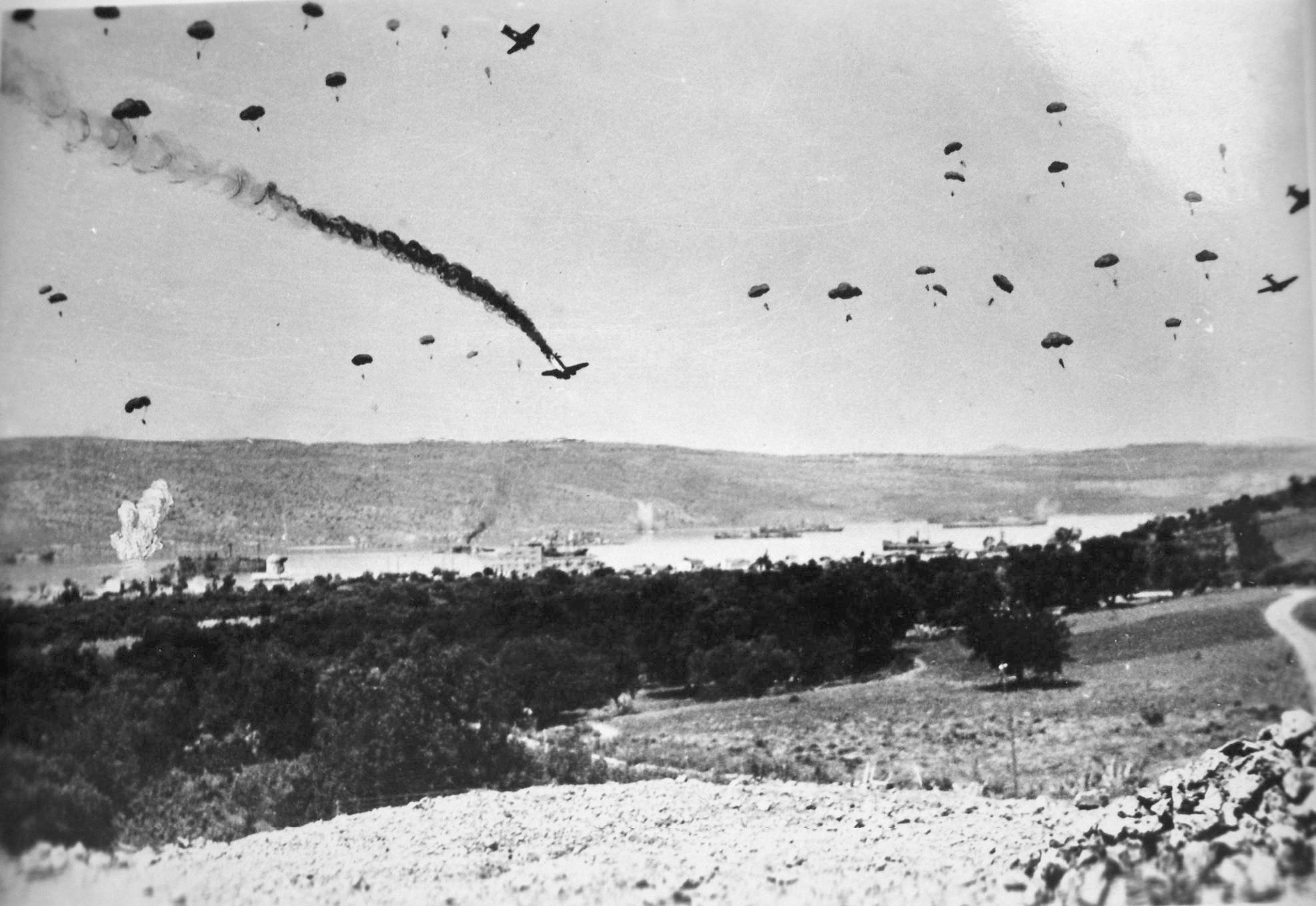
Invazia germană a Cretei. Parașutiștii germani au suferit pierderi uriașe în timpul operațiunii aeropurtate

Singurul teritoriu elen care mai rămăsese liber în luna mai 1941 era insula mare, amplasată strategic, Creta, care era apărată de o puternică garnizoană aliată. Pentru cucerirea ei, Înaltul comandament german a pregătit „Unternehmen Merkur”, cea mai mare operațiune aeropurtată de până atunci. 
Asaltul a fost lansat pe 20 mai 1941. Germanii au atacat cele trei mari aeroporturi ale insulei – Maleme, Rethimnon șiHeraklion – cu parașutiști și infanterie transportată cu planoarele. Germanii au trebuit să înfrângă rezistența îndârjită a trupelor britanice, australiene, neozeelandeze și grecești, sprijinite de milițiile locale. La sfârșitul primei zile, nici un obiectiv al planului inițial german nu fusese cucerit, atacatorii suferind însă pierderi foarte mari, aproximativ  4.000 de morți și răniți. 
În ziua următoare, datorită lipsei de comunicare dintre unitățile din defensivă și a incapacității comandanților aliați de a ține sub control situația, germanii au reușit să cucerească aeroportul apusean de la Maleme. După acest succes, germanii au transportat în Creta mii de soldați și numeroase provizii, reușind să cucerească controlul asupra vestului insulei. În același timp, vasele marinei britanice din zonă au suferit pierderi importante datorită atacurilor aeriene germane. După șapte zile de lupte, comandanții aliați au apreciat că germanii au adus pe insulă efective mult prea numeroase și bine dotate pentru ca rezistența să mai aibă sorți de izbândă. Aliații au evacuat Creta până pe 1 iunie, germanii preluând integral controlul insulei. Date fiind pierderile uriașe suferite de Divizia I de parașutiști (1. Fallschirmjäger Division), Hitler a interzis orice operațiune viitoare aeropurtată de amploare. Generalul Kurt Student avea să numească insula Creta „mormântul parașutiștilor germani”, iar ocuparea insulei fiind o „victorie dezastruoasă”.

## Ocupația

### Forțele de ocupație

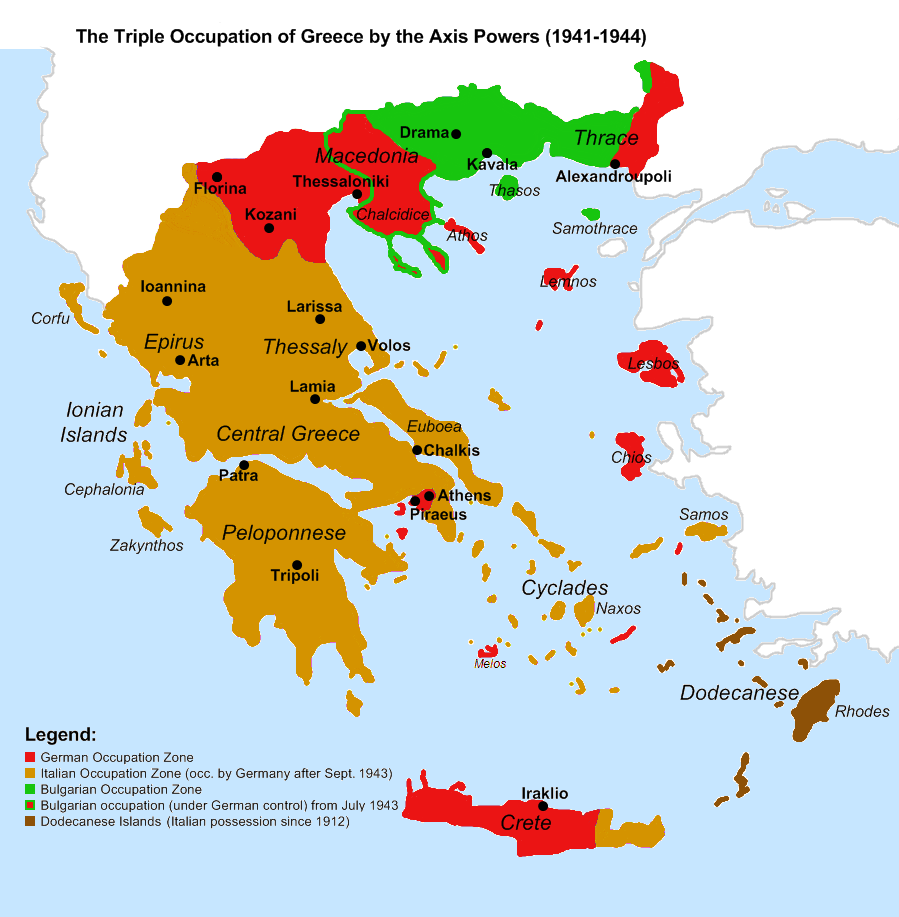
Harta zonelor de ocupație din Grecia.

Grecia  a fost împărțită în trei zone de ocupație controlate de Germania Nazistă, Italia Fascistă și Bulgaria. Germanii controlau Atena, Macedonia centrală, Creta apuseană, Milos, Amorgos și insulele din nordul Mării Egee. Bulgaria a anexat Tracia, Macedonia răsăriteană. Italia a ocupat restul țării. Italienii răspundeau de cea mai mare parte a teritoriului elen, în special de zonele rurale, care au fost de zonele în care s-a dezvoltat cel mai mult mișcările de rezistență. Forțele italiene din Grecia erau compuse din 11 divizii de infanterie, care formau Armata a 11, sub comanda generalului Carlo Geloso, mai existând o divizie staționată în Insulele Dodecanzeze. Italienii au avut o atitudine destul de relaxată față de sarcinile care le reveneau pentru asigurarea securității ocupației. Până în vara anului 1942, mișcarea elenă de rezistență nu se organizase suficient pentru a pune probleme ocupanților. În timpul ocupării Greciei, germanii s-au limitat la exercitarea controlului asupra zonelor de importanță strategică, forțele lor fiind limitate din punct de vedere numeric. Trupele germane de ocupație făceau parte din Armata a 12-a, comandate la început de mareșalul Wilhelm List și mai târziu de generalul Alexander Löhr. Forțele de ocupație au creat două comandamente separate: „Comandamentul Salonic-Egeean”, cu cartierul general la Salonic, și „Comandamentul Greciei de Sud” cu cartierul general la Atena. Creta a fost puternic fortificată ("Festung Kreta"), fiind ocupată Divizia a 164-a de infanterie și mai târziu de Divizia a 22-a aeropurtată. Bulgarii au ocupat zona lor cu o forță militară de dimensiune unui corp de armată. Ei s-au confruntat cu rezistența populației locale la politica de bulgarizare. 
De la mijlocul anului 1942, odată cu creșterea spectaculoasă a atacurilor rezistenței și a distrugerii pe 25 noiembrie a podului Gorgopotamos (Operațiunea "Harling"), italienii au încercat fără succes să împiedice actele de sabotaj și atacurile directe îndreptate împotriva forțelor lor. Rezistența a înregistrat succese notabile împotriva italienilor, ceea ce a dus la apariția unor zone eliberate de invadatori până la mijlocul anului 1943, la început în regiunile muntoase, iar mai târziu chiar în regiunile unor orașe. Pentru a stabiliza situația, germanii au început să aducă în Grecia noi trupe, printre ele aflându-se formațiuni de elită, precum Divizia I Panzer sau Divizia I vânători de munte. Germanii voiau să se pregătească pentru o eventuală debarcare aliată în Peloponez, (o posibilitate susținută intens chiar de aliați, ca o diversiune necesară pentru camuflarea debarcării din Sicilia), dar și pentru a împiedica orice tentativă de capitulare a italienilor din regiune.
Forțele germane, în special vânătorii de munte, s-au implicat în lupte de amploare împotriva partizanilor eleni din regiunea Epir. Operațiunile militare germane au fost încununate de succes, dar au fost însoțite de atacuri și represalii împotriva civililor, precum masacrele de la Kommeno de pe 16 august, sau de la Kalavryta din decembrie. Pentru a face față unui eventual colaps al trupelor italiene, germanii si-au reorganizat forțele din Balcani, formându-se „Grupul de armate E”, care avea controlul a tuturor forțelor germane și italiene.
Capitularea italienilor din septembrie a făcut ca cele mai multe unități italiene să se predea germanilor, deși au existat unele unități, precum Divizia a 21-a de infanterie Pinerolo și Regimentul de cavalerie Aosta, care au ales să opună rezistență.S-a ajuns în acest fel la ciocniri scurte, dar foarte violente, între germani și italieni, dar și la atrocități împotriva prizonierilor italieni de război, așa cum a fost cazul Diviziei a 33 de infanterie Acqui de la Cephallonia. În plus, forțele eleno-britanice au încercat să ocupe insulele Dodecaneze și să le folosească ca bază de atac împotriva Balcanilor. Germanii au reușit să obțină controlul asupra insulelor în noiembrie 1943, una dintre ultimele victorii ale Reichului din timpul războiului. 
La sfârșitul anului 1943 și începutul lui 1944, germanii, în cooperare cu bulgarii și colaboraționiștii eleni, au lansat operațiuni ample împotriva rezistenței grecești, în principal împotriva ELAS, controlată de comuniști. Forțele de ocupație a ajuns la un armistițiu neoficial cu rezestența de dreapta, EDES. În același timp, s-au înmulțit raidurile forțelor speciale anglo-britanice în insulele din Marea Egee. În cele din urmă, date fiind înaintarea Armatei Roșii pe frontul de răsărit și după ieșirea României din cadrul Axei pe 23 august, germanii au fost forțați să evacueze Grecia continentală în octombrie 1944. Au mai rămas garnizoane izolate în Creta, inslulele Dodecaneze și alte insule mai puțin importante din Egee până la sfârșitul războiului, în mai 1945. 

### Colaboraționiștii și recruții greci
La fel ca în alte țări europene ocupate de germani, la Atena a fost format un guvern marionetă, condus la început de generalul Georgios Tsolakoglou, iar mai apoi de Konstantinos Logothetopoulos. Forțele pe care se putea baza acest guvern erau în principal cele ale poliției urbane și a celei rurale (jandarmeria), care aveau ca sarcină principală menținerea ordinei. Guvernul nu a reușit niciodată să-și extindă autoritatea asupra întregii țări, pe de-o parte pentru că nu s-a bucurat de încrederea forțelor de ocupație, iar pe de altă parte pentru că nu se bucura de încredere din partea populației. Odată cu creșterea sentimentelor antin-Axă, organele poliției guvernamentale s-au trezit izolate din punct de vedere social și atacate de partizani. Cu excepția unor cazuri izolate, ca acela al grupului colonelului Georgios Poulos, doar în 1943, după numirea politicianului Ioannis Rallis în funcția de premier, germanii au permis guvernului de la Atena să treacă la recrutarea unui forțe armate substanțiale - Tagmata Asfaleias (Batalioanele de Securitate), a căror motivație a fost în principal politică. Aceste forțe au luptat în exclusivitate împotriva mișcării de rezistență dominată de comuniști EAM-ELAS, care deținea controlul asupra unor întinse regiuni ale țării. Acțiunile lor dure și îndiscriminatorii îndreptate împotriva tuturor celor bănuiți că ar simpatiza cu comuniștii și asocierea lor cu ocupanții naziști au făcut ca aceste forțe să capete numele de Germanotsoliades (în limba greacă: Γερμανοτσολιάδες, Tsolias germani).

## Forțele Armate Regale Elene din Orientul Mijlociu
După ocuparea Greciei de către puterile Axei, elemente ale armatei elene au reușit să se refugieze în zona Orientului Mijlociu, aflată sub control britanic. Aici, militarii greci au fost plasați sub autoritatea guvernului regal în exil și au continuat lupta alături de Aliați. 

### Armata terestră
În fața înaintării copleșitoare a germanilor în Grecia, mai multe mii de ofițeri și soldați greci au fost fie evacuați împreună cu guvernul țării în Creta sau Egipt în aprilie-mai 1941, sau au reușit să fugă, în principal prin Turcia neutră, spre Orientul Mijlociu controlat de britanici. Unitățile grecilor au fost plasate sub comandă britanică, au fost reechipate cu armament englezesc, iar efectivele lor au fost completate cu voluntari din rândurile comunităților grecești locale. Astfel s-a format BESMA – ΒΕΣΜΑ (Βασιλικός Ελληνικός Στρατός Μέσης Ανατολής) Forțele Armate Regale Elene din Orientul Mijlociu. 
Pe 23 iunie 1941 începuse deja formarea Brigăzii I Elene în Palestina sub comanda colonelului Ev. Antoniou. Brigada erea compusă din 5.000 de oameni, organizați în trei batalioane de infanterie, un batalion de artilerie (numit însă „regiment”), și mai multe unități auxiliare. A fost format un batalion independent de blindate, dar acesta a fost incorporat mai târziu într-un regimentul de artilerie al Brigăzii. Brigada a rămas în taberele de antrenament din Palestina până în mai 1942, când la comanda sa a fost numit colonelul Pafsanias Katsotas. Brigada I Elenă a fost transferată în Siria și de aici mai departe în Egipt în august. Grecii au fost trecuți sub comanda Diviziei a 50-a britanice în Delta Nilului. Ei au participat alături de forțele aliate la cea de-a doua bătălie de la El Alamein. În timpul acestei lupte, brigada elenă a pierdut 89 de luptători, alți 228 fiind răniți. Începând cu data de 27 iulie 1942, a început în Egipt  formarea Brigăzii a II-a Elene, dar această formațiune militară nu avea să intre în luptă. 
Ambele brigăzi au rămas să apere Egiptul și Libia, unde s-au implicat în rebeliunea pro-EAM (Frontul Național de Eliberare a Greciei) din aprilie 1944. Ca urmare, ambele formațiuni au fost demobilizate de către britanici, iar personalul militar au fost internat în tabere sau au fost utilizat pentru îndatoriri necombatante. Aproximativ 3.500 de militari eleni, considerați de încredere din punct de vedere politic, au format pe 4 iunie 1944 Brigada a III-a vânători de munte, sub comanda colonelului Thrasyvoulos Tsakalotos. Vânătorii de munte eleni au participat la luptele din timpul Campaniei din Italia, distingându-se în special în timpul luptelor de pe Linia Gotică (Bătălia de la Rimini), aici cucerind titlul onorific de „Brigada Rimini”. Acestă brigadă călită în luptă și loială guvernului regal avea să fie principala forță implicată în timpul războiului civil în luptele împotriva forțelor EAM-ELAS .
În septembrie 1942 a fost formată unitatea forțelor speciale „Detașamentul Sacru” (Ιερός Λόχος), ai cărui membri au fost în special ofițeri, subofițeir și elevi ai școlilor militare. Această unitate aflată sub comanda colonelului Christodoulos Tsigantes a luptat în cadrul Regimentului I SAS în Libia. În februarie 1943, Detașamentul a fost plasat sub comanda generalului Philippe Leclerc, participând la Campania din Tunisia. În perioada mai – octombrie 1943, Detașamentul Sacru a fost antrenat în tehnici ale forțelor aeropurtate și amfibii. Pe toată perioada care a mai rămas din război, Detașamentul a participat la operațiuni împotriva garnizoanelor germane staționate pe insulele din Marea Egee. Militarii Detașamentului Sacru au fost trecuți în rezervă la Atena, pe 1 august 1945.

### Marina
Marina Regală Elenă a suferit pierderi copleșitoare în timpul invaziei germane, pierzând în doar câteva zile ale lunii aprilie 1941 peste 20 de vase de luptă, în special din cauza atacurilor aeriene inamice. Comandantul marinei elene, adimarul Alexandros Sakellariou, a reușit să salveze mai multe vase, printre care crucișătorul Averof, șase distrugătoare, cinci submarine și mai multe vase de sprijin, evacuându-le la Alexandria. Flota militară elenă a fost îmbogățită cu câteva distrugătoare, submarine și curățătoare de mine cedate de Marina Regală Britanică, devenind cu 44 de vase și peste 8.500 de marinari a doua flotă aliată din Marea Mediterană, după Royal Navy. 

Vasele militare elene au efectuat misiuni de escortă în oceanele Indian, Atlantic, Arctic și în Marea Mediterană. Marina militară elenă a participat de asemenea la debarcările din Sicilia, Anzio și Normandia, ca și în luptele pentru eliberarea insulelor Dodecaneze. Un eveniment important în istoria Marinei Regale Elene a fost acceptarea alături de Royal Navy a capitulării Marinei italiene din septembrie 1943. Două dintre cele mai vestite vase de luptă elene din timpul războiului au fost distrugătoarele Adrias și Vasilissa Olga. Flota comercială elenă a contribuit într-o proporție uriașă la efortul de război aliat încă din prima zi a războiului. Flota civilă de transport maritim a pierdut în timpul războiului peste 2.500 de oameni și peste 60% din tonaj. 
După izbucnirea rebeliunii din aprilie 1944 a Marinei militare elene pentru susținerea a EAM de orientare comunistă, marinarii au trecut fățiș de parte stângii. Ofițerii loiali guvernului în exil au luat cu asalt aceste vase și le-au recucerit. Au fost uciși 11 marinari, alții au fost răniți, iar alți rebeli au fost internați în închisori. La reîntoarcerea marinei militare în Grecia eliberată în octombrie 1944, marina elenă se afla sub controlul ferm al guvernului prezidat de Georgios Papandreou.

### Forțele aeriene
Personalul Forțelor Aeriene Regale Elene care a reușit să scape după înfrângerea în fața invadatorilor germani s-a încadrat în RAF, în escadrila a 13-a bombardiere ușoare și în escadrilele 335 și 336 de avioane de vânătoare, care au luptat în nordul Africii și Italia până la sfârșitul anului 1944, când au revenit în patrie. 
Escadrila a 13-a s-a format în iunie 1941 în Egipt ca o unitate de cooperare navală. Inițial avea 5 avioane Avro Anson scăpate din Grecia. Escadrila a fost mai apoi reechipată cu avioane Bristol Blenheim și, mai târziu, Martin Baltimore. Escadrila a 335-a a fost formată în octombrie 1941, iar escadrila a 336-a a fost constituită în februarie 1943. Amândouă escadrilele au fost dotate inițial cu avioane de tip Hawker Hurricane, iar în februarie 1944 cu avioane de tip Supermarine Spitfire.